# Alfred Métraux
Alfred Métraux (Losanna, 5 novembre 1902 – Parigi, 11 aprile 1963) è stato un etnologo svizzero.
Fu autore di ricerche sull'isola di Pasqua (1934-1935) e sulla Bolivia (1939) e continuatore dell'opera di Marcel Mauss.